# Dielektrik
Dielektrik ili izolator (eng. dielectric, njem. Isolator) je tvar ili medij koji ne vodi električnu struju, to jest vakuum i tvar koja sadrži zanemariv broj slobodnih elektrona i iona koji se mogu gibati pod utjecajem vanjskog električnog polja, odnosno svaka tvar kojoj je električna otpornost veća od 108 Ωm. Električna otpornost jantara veća je od 1016 Ωm, a parafina, sumpora i stakla veća od 1014 Ωm.

## Svojstva dielektričnih materijala
Svojstva dielektričnih materijala opisuju, osim električne otpornosti, još i dielektrična permitivnost, površinska električna otpornost, dielektrična čvrstoća, dielektrični gubitci, polarizacija i drugo.

### Površinska električna otpornost
Površinska električna otpornost čvrstih dielektrika ovisi o relativnoj vlažnosti okoline, čistoći i poliranosti površine, poroznosti i polariziranosti, a površinska električna otpornost tekućih dielektrika ovisi o sadržaju i količini nečistoća, temperaturi, jakosti električnog polja i tako dalje.

### Dielektrična čvrstoća
Dielektrična čvrstoća pokazuje izdržljivost dielektrika na povećanje jakosti električnog polja. Kada jakost električnog polja naraste do određene vrijednosti, zbog zagrijavanja ili kemijskih promjena izazvanih električnim poljem, dolazi do električnog proboja. Posljedice električnog proboja ovise o agregatnom stanju dielektrika, to jest plinoviti i tekući dielektrici se regeneriraju, a čvrsti se ne regeneriraju. Što je sloj izolatora (dielektrika) između ploča tanji, to je njegova dielektrična čvrstoća veća, to jest on može izdržati više kilovolta po milimetru. Tako na primjer sloj porculana debljine 1 mm probije se kod jakosti polja od 25 kV/mm, a sloj debljine 10 mm kod 20 kV/mm.

### Dielektrični gubici
Dielektrični gubitci električne energije nastaju u dielektricima zbog električne vodljivosti, ionizacije, polarizacije, nehomogenosti i drugo. U dielektrične gubitke zbog polarizacije pripadaju i rezonantni gubitci koji nastaju pri određenim frekvencijama promjenljivoga vanjskog električnog polja.

### Polarizacija dielektrika
Polarizacija dielektrika ili dielektrična polarizacija je razmicanje pozitivnog i negativnog električnog naboja dijelova čestica koje čine dielektričnu tvar, to jest povećavanje električnoga dipolnog momenta ili usmjeravanje čestica (na primjer polarnih molekula) u smjeru vanjskog električnog polja tako da se na međusobno suprotnim stranama tijela pojavljuje jednaka količina električnoga naboja suprotna predznaka, to jest povećava se električna polarizacija. Polarizacija dielektrika ovisi o vrsti dielektrika, jakosti i brzini promjene vanjskog električnog polja, temperaturi, kod plinovitih dielektrika i o tlaku. Na mikroskopskoj razini polarizacija može biti elektronska (sile vanjskog električnog polja djelujući u suprotnom smjeru na elektrone i jezgre atoma malo pomaknu elektronske omotače tako da se jezgre atoma više ne nalaze u središtima atoma), orijentacijska (vanjsko električno polje zakreće molekule, odnosno električne dipole) i ionska (pod djelovanjem vanjskog električnog polja pomiču se ioni dielektrika).
Polarizaciju dielektrika otkrio je M. Faraday. Prema njegovu shvaćanju svaki djelić dielektrika u električnom polju polarizira se u smjeru polja, pa se kao konačan rezultat na suprotnim stranama tijela stvara površinski elektricitet. Svaki je takav djelić jedan električni dipol. Čim prestane djelovati električno polje, većina dielektrikâ gubi polarizaciju, to jest postaje električki neutralna.
Električna influencija zbiva se i u električnom izolatoru koji se zove dielektrik. Približimo li nabijenom elektroskopu izolator, listići elektroskopa će malo pasti, što se objašnjava električnom influencijom u dielektriku. Raznoimeni elektricitet bližeg kraja dielektrika privlači jedan dio električnog naboja koji se nalazi na elektroskopu, pa se naboj smanjuje na njegovim listićima. U dielektriku su svi elektroni nerazdvojno vezani s pozitivnim atomskim jezgrama, pa se u dielektricima pozitivni i negativni naboji mogu samo premještati jedan prema drugome. Najjednostavniji oblik neutralne molekule je dipol koji se sastoji od pozitivnog i negativnog naboja. Ako nema vanjskog električnog polja, ti su dipoli porazbacani bilo kako. Međutim, kad se dielektrik nalazi u električnom polju, na primjer između nabijenih ploča, dipoli se djelomično poređaju u smjeru toga polja, to jest pozitivni se naboji orijentiraju prema jednom kraju tijela, a negativni prema drugome. Dielektrik u kojem je izvršen poređaj dipola u smjeru električnog polja zove se polarizirani dielektrik, a sam poređaj dipola u dielektriku zove se dielektrična polarizacija.

### Elektronska polarizacija
Elektronska polarizacija nastaje kad se pod utjecajem električnoga polja na dielektrik za malenu udaljenost mijenja položaj elektrona uglavnom u vanjskim ljuskama elektronskih omotača svih molekula ili atoma (elektroni u dielektriku ne napuštaju svoje molekule ili atome sve dok električno polje ne postane toliko jako da dođe do proboja dielektrika) i sve molekule ili atomi postaju dipoli orijentirani u smjeru električnoga polja.

### Ionska polarizacija
Ionska polarizacija nastaje djelovanjem električnoga polja na ionske kristale. Pod utjecajem električnoga polja ioni se u dielektriku udaljavaju za malene udaljenosti (pozitivni i negativni ioni udaljavaju se u suprotnim smjerovima) od svojih položaja u kristalnoj rešetki.

### Orijentacijska polarizacija
Orijentacijska polarizacija uglavnom nastaje kod plinovitih i tekućih dielektrika kad električno polje djeluje na polarne molekule (molekule koje nisu električki neutralne, na primjer voda) orijentirajući ih u smjeru polja. U krutim dielektricima polarne molekule teže mijenjaju položaj jer su vezane za susjedne molekule međumolekularim silama.

### Spontana polarizacija
Spontana polarizacija pojavljuje se bez utjecaja električnog polja kod tijela načinjenih od dielektrične tvari specifičnih svojstava (feroelektricitet).